# Johannes Bürger
Johannes Bürger (* 2. Februar 1860 in Greiffenberg (Uckermark); † 10. Februar 1915 in Wernigerode) war ein deutscher Apotheker und Unternehmer. Er gründete die Ysat-Fabrik in Wernigerode und entwickelte mehrere Medikamente.

## Leben
Bürger stammte aus einer schwäbisch-fränkischen Familie. Er besuchte die Greiffenberger Stadtschule und von 1872 bis 1879 das Gymnasium in Prenzlau. Anschließend begann er in seiner Heimatstadt eine Lehre in der väterlichen „Schwarzen Adler-Apotheke“. Die Gehilfenprüfung legte er 1882 in Potsdam ab und arbeitete anschließend in zwei mecklenburgischen Apotheken. 1883/84 weilte er erstmals in Wernigerode, wo er in der Hofapotheke ein Praktikum absolvierte. Nach dem Militärdienst in Hannover (1884–1885) schloss er 1886 seine Gehilfenzeit in der väterlichen Apotheke ab, anschließend studierte er 1886 und 1887 an den Universitäten Berlin und Rostock. An letzterer legte er 1887 das pharmazeutische Staatsexamen ab.
Johannes Bürger übernahm 1888 die väterliche Apotheke in Greiffenberg, die er zwei Jahre später veräußerte. Er erwarb 1896 in Vetschau die dortige Apotheke. Dort unternahm er u. a. Versuche, aus den Blättern des Fingerhutes Arzneimittel herzustellen. 1900 wechselte er als Apothekenbesitzer nach Halberstadt, wo er die Ratsapotheke übernahm. 1902 verkaufte er auch diese Apotheke und gründete 1903 mit seinem Mitarbeiter Weinhagen die Firma Chemisches Laboratorium Wernigerode am Harz, Bürger & Weinhagen. Die hohen Erwartungen in dieses Unternehmen erfüllten sich jedoch anfangs nicht. Weinhagen schied bereits 1904 aus ihm aus. Bürger spezialisierte sich auf seine sogenannten „Ysate“ (Pflanzenauszüge) und erlebte eine rege Nachfrage danach. Aufgrund zunehmender Krankheit zog er sich immer mehr aus der Produktion zurück, 1910 nahm er den Apotheker Brömel als Teilhaber auf. Er selbst starb fünf Jahre später. Seine Witwe übernahm nun das Unternehmen Joh. Bürger Ysatfabrik GmbH (später in Goslar am Harz).